# Beauvoir-Rivière
Beauvoir-Rivière of Beauvoir is een plaats in de Franse gemeente Beauvoir-Wavans in het departement Pas-de-Calais en een voormalige gemeente in het departement Somme. Beauvoir ligt aan de Authie, net ten oosten van Wavans.

## Geschiedenis
Een oude vermelding van de plaats gaat terug tot de 12de eeuw als Belvercolum. Tijdens het ancien régime behoorde Beauvoir tot de parochie van Wavans. Net als Wavans lag Beauvoir aan weerszijden van de Authie. Het noordelijk deel behoorde tot Artesië, het zuidelijk deel tot Picardië. De 18de-eeuwse Cassinikaart toont de plaatsnamen Beauvoir-Rivière te noorden van de Authie (in het Artesisch deel) en Beauvoir Picardie ten zuiden van de Authie.
Bij de oprichting van de gemeenten op het eind van het ancien régime werd het gebied van Wavans en Beauvoir in twee gemeenten verdeeld. Het gebied ten noorden van de Authie werd de gemeente Wavans in het departement Pas-de-Calais; het deel ten zuiden werd de gemeente Beauvoir-Rivière in het departement Somme. Hoewel de namen dus al tijdens het ancien régime bestonden, werden ze nu voor verschillende gebieden gebruikt. Het vroegere Beauvoir of Beauvoir-Rivière behoorde voortaan dus deels tot gemeente Wavans ten noorden van de Authie, terwijl nu ook ten zuiden van de Authie in het departement Somme een gemeente Beauvoir-Rivière heette. De gemeente lag er in het kanton Bernaville in het arrondissement Amiens.
In 1974 werd de gemeente Beauvoir-Rivière overgeheveld naar het departement Pas-de-Calais en aangehecht bij de gemeente Wavans-sur-l'Authie, die werd hernoemd in Beauvoir-Wavans. Beauvoir werd zo herenigd met Wavans en lag nu volledig in het kanton Auxi-le-Château in het arrondissement Arras.